# Гром победы, раздавайся!
„Гром победы, раздавайся!“ е неофициален химн на Руската империя в кая на XVIII и началото на XIX век.
Химнът е създаден през 1791 г. от Гаврил Державин (текст) и Осип Козловски (музика) в мелодия полонеза.
Химнът е създаден в чест на превземането от руски войски под командването на великия руски генерал Александър Суворов на турската крепост Измаил в хода на Седмата руско-турска война. Изпълнен е за пръв път на 9 май 1791 г. в Таврическия дворец на грандиозен празник, организиран от Григорий Потьомкин за императрица Екатерина II.
Впоследствие е заменен от официалния химн „Молитва на руснаците“ (вариант на „Боже, Царя храни!“).

## Текст
Гром
победы, раздавайся!

Веселися, храбрый Росс!

Звучной
славой украшайся.

Магомета ты потрёс!
Припев:

Славься сим, Екатерина!

Славься, нежная к нам мать!
Воды
быстрые Дуная

Уж
в руках теперь у нас;

Храбрость
Россов почитая,

Тавр под нами и Кавказ.
Уж не могут орды Крыма

Ныне рушить наш покой;

Гордость низится Селима,

И бледнеет он с луной.
Стон Синила раздаётся,

Днесь в подсолнечной везде,

Зависть и вражда мятется

И терзается в себе.
Мы ликуем славы звуки,

Чтоб враги могли узреть,

Что свои готовы руки

В край вселенной мы простреть.
Зри, премудрая царица!

Зри, великая жена!

Что Твой взгляд, Твоя десница

Наш закон, душа одна.
Зри на блещущи соборы,

Зри на сей прекрасный строй;

Всех сердца Тобой и взоры

Оживляются одной.